# Stela Meszy
Stela Meszy (także Kamień Moabicki, Kamień Moabitów) – bazaltowa stela o wysokości 124 cm, zawierająca starożytną inskrypcję. Z treści inskrypcji zachowały się 34 linie, niektóre fragmentarycznie. Stela została odkryta w sierpniu 1868 roku przez niemieckiego misjonarza F.A. Kleina w miejscowości Dibon w dzisiejszej Jordanii. Zrobiono odbitkę zapisanej powierzchni, ale samą płytę porozbijali na kawałki Beduini, zanim zdołano ją zabrać. Większość fragmentów udało się jednak odzyskać i obecnie stela jest przechowywana w paryskim Luwrze (AO 5066), zaś w Muzeum Brytyjskim w Londynie znajduje się jej kopia. Stela została sporządzona w IX wieku p.n.e. w Dibonie (wówczas na terenie królestwa Moabu) i opisuje punkt widzenia króla Meszy na dzieje jego buntu przeciw Izraelowi.

## Treść inskrypcji
Dokument został spisany w języku moabickim przy pomocy alfabetu paleohebrajskiego, który był oparty na znakach fenickich.

### Fragment tłumaczenia Gądeckiego

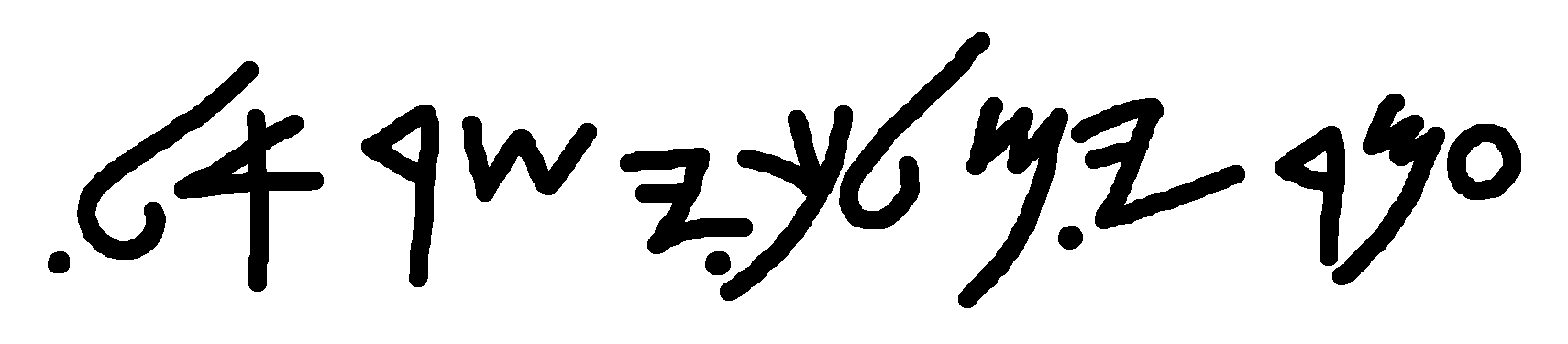
עמרי מלך ישראל (Omri król Izraela) wyraźnie wymieniony na steli

Fragment inskrypcji brzmi: „Ja jestem Mesza, syn Kemosz-bone, król Moabu, Dibonita. (...) Omri był królem Izraela i przez długi czas gnębił Moab, ponieważ Kamosz był rozgniewany na swój kraj. Następcą po nim został jego syn. On również powiedział: `Idź, zabierz Nebo od Izraela!` Poszedłem więc nocą i walczyłem przeciw nim od świtu aż do południa, zdobyłem miasto i wybiłem do nogi. (...) I wziąłem stamtąd sprzęty Jahwe, wlokąc je przed Kemosza”.

### Pełne tłumaczenieinterlinearne
|    | |
| 1  | אנכ משע בנ כמשמלכ מלכ מאב הד                                                                                              |
| 1  | jam Mesza syn Kemoszmeleka król Moabu ten_D-                                                                              |
|    | |
|    | |
|    | |
| 2  | יבני ׃ אבי מלכ על מאב שלשנ שת ואנכ מלכ                                                                                    |
| 2  | -ibonita \| ojciec_mój królował nad Moabem trzydzieści lat i_ja królowa-                                                  |
|    | |
|    | |
|    | |
| 3  | ?[תי אחר אבי ׃ ואעש הבמת זאת לכמש בקרחה ׃ ב[מת י /משע מ /נס י                                                             |
| 3  | -łem po ojcu_moim \| i_ja_uczyniłem tę_wielką_wyżynę tę dla_Kemosza w_Kerchoh \| wy[żynę zbawi-?]                         |
|    | |
|    | |
|    | |
| 4  | שע כי השעני מכל המלכנ וכי הראני בכל שנאי ׃ עמר                                                                            |
| 4  | -ciela? bo wybawił_mnie od tych_królów i_bo dał_mi_spoglądać z_góry_na_wszystkich nienawidzących_mnie \| Omr-             |
|    | |
|    | |
|    | |
| 5  | י מלכ יִשְׂרָאֵל ויענו את מאב ימנ רבנ כי יאנפ כמש באר                                                                          |
| 5  | -i król Izraela upokarzał ten Moab dni wiele bo płonął_gniewem Kemosz przeciw_zie-                                        |
|    | |
|    | |
|    | |
| 6  | צה ׃ ויחלפה בנה ויאמר גמ הא אענו את מאב ׃ בימי אמר כדבר                                                                   |
| 6  | -mi_swej \| i_zmienił_go syn_jego i_powiedział również on ja_upokorzę ten Moab \| w_moim_dniu powiedział takie_to_słowa   |
|    | |
|    | |
|    | |
| 7  | וארא בה ובבתה ׃ ויִשְׂרָאֵל אבד עלמ וירש עָמְרִי את [כל]? אר                                                                      |
| 7  | a_ja_spogladałem z_góry_na_niego i_na_dom_jego \| i_Izrael zniszczony zniszczony wiecznie a_posiadał Omri tę [całą?] zie- |
|    | |
|    | |
|    | |
| 8  | צ מהדבא ׃ וישב בה ימה וחצי ימי בנה ארבענ שת ויש                                                                           |
| 8  | -mię Medeby \| i_zamieszkiwał w_niej dni_jego i_połowę dni syna_jego czterdzieści lat i_przyw-                            |
|    | |
|    | |
|    | |
| 9  | בה כמש בימי ׃ ואבנ את בעלמענ ואעש בה האשוח ואבנ                                                                           |
| 9  | -rócił_ją Kemosz w_moich dniach \| i_ja_zbudowałem to Baal_Meon i_ja_uczyniłem w_nim zbiornik_wody i_ja_zbudowałem        |
|    | |
|    | |
|    | |
| 10 | את קריתנ ׃ ואש גד ישב בארצ עטרת מעלמ ויבנ לה מלכ י                                                                        |
| 10 | to Kiriataim \| i_mężowie/mężczyźni Gad zamieszkiwali w_ziemi Atarot od_wieków i_zbudował dla_siebie król I-              |
|    | |
|    | |
|    | |
| 11 | ?[שראל את עטרת ׃ ואלתחמ בקר ואחזה ׃ ואהרג את כל העמ [מ                                                                    |
| 11 | -zraela to Atarot \| i_ja_walczyłem przeciw_miastu i_pochwyciłem_je \| i_ja_zabiłem wszystkich ludzi [z?]                 |
|    | |
|    | |
|    | |
| 12 | הקר רית לכמש ולמאב ׃ ואשב משמ את אראל דָּוִדה ואס                                                                            |
| 12 | tego_miasta ofiarę?/miły_widok? dla_Kemosza i_dla_Moabu \| i_ja_przywróciłem stamtąd ten ołtarz Dawida/Dodo i_ja_za-      |
|    | |
|    | |
|    | |
| 13 | חבה לפני כמש בקרית ׃ ואשב בה את אש שרנ ואת א[נ]ש                                                                          |
| 13 | -ciągnąłem_go przed_oblicze Kemosza w_Keriot \| i_ja_osadziłem w_nim tych mężów/mężczyzn Szaronu i_tych mę[ż]ów           |
|    | |
|    | |
|    | |
| 14 | מחרת ׃ ויאמר לי כמש לכ אחז את נבה על יִשְׂרָאֵל ׃ וא                                                                           |
| 14 | Meharot \| i_powiedział do_mnie Kemosz idź pochwyć to Nebo od Izraela \| i_ja_                                            |
|    | |
|    | |
|    | |
| 15 | הלכ בללה ואלתחמ בה מבקע השחרת עד הצהרמ ׃ ואח                                                                              |
| 15 | _poszedłem w_nocy i_ja_walczyłem przeciw_niemu od_rozszczepienia tego_świtu aż_do południa \| i_ja_poch-                  |
|    | |
|    | |
|    | |
| 16 | זה ואהרג כל[ה] שבעת אלפנ גברנ וגרנ ׃ וגברת וגר                                                                            |
| 16 | -wyciłem_je i_ja_zabiłem wszyst[kich] siedem tysięcy mężczyzn i_chłopców \| i_kobiety i_dziewczyn-                        |
|    | |
|    | |
|    | |
| 17 | ?[ת ורחמת ׃ כי לעשתר כמש החרמתה ׃ ואקח משמ א[ת כ                                                                          |
| 17 | -ki i_brzemienne \| bo dla_Asztar Kemosza poświęciłem_je \| i_ja_zabrałem stamtąd t[e na-?]                               |
|    | |
|    | |
|    | |
| 18 | לי יהוה ואסחב המ לפני כמש ׃ ומלכ יִשְׂרָאֵל בנה את                                                                             |
| 18 | -czynia? JHWH i_ja_zaciągnąłem je przed_oblicze Kemosza \| i_król Izraela zbudował to                                     |
|    | |
|    | |
|    | |
| 19 | יהצ וישב בה בהלתחמה בי ׃ ויגרשה כמש מפני ו                                                                                |
| 19 | Jahaz i_przebywał w_nim w_czasie_walki_jego przeciwko_mnie \| i_wypędził_go Kemosz od_oblicza_mego i                      |
|    | |
|    | |
|    | |
| 20 | אקח ממאב מאתנ אש כל רשה ׃ ואשאה ביהצ ואחזה                                                                                |
| 20 | wziąłem z_Moabu dwieście mężów wszystkich dowódców_jego \| i_ja_ustawiłem_ich? przeciw_Jahaz i_ja_pochwyciłem_je          |
|    | |
|    | |
|    | |
| 21 | לספת על דיבנ ׃ אנכ בנתי קרחה חמת היערנ וחמת                                                                               |
| 21 | aby_przyłączyć do Dibonu \| ja zbudowałem Kerchoh mur tych_lasów/ten_drewniany? i_mur                                     |
|    | |
|    | |
|    | |
| 22 | העפל ׃ ואנכ בנתי שעריה ואנכ בנתי מגדלתה ׃ וא                                                                              |
| 22 | tego_wzgórza \| i_ja zbudowałem bramy_jego i_ja zbudowałem wieże_jego \| i_j-                                             |
|    | |
|    | |
|    | |
| 23 | נכ בנתי בת מלכ ואנכ עשתי כלאי האשו[ח למ]?ינ בקרב                                                                          |
| 23 | -a zbudowałem dom króla i_ja uczyniłem zapory?/oba? tego_zbiorni[ka dla_w?]ód w_pośród                                    |
|    | |
|    | |
|    | |
| 24 | הקר ׃ ובר אנ בקרב הקר בקרחה ואמר לכל העמ עשו ל                                                                            |
| 24 | tego_miasta \| i_cysterny żadnej w_pośród tego_miasta w_Kerchoh i_powiedziałem do_wszystkich ludzi uczyńcie dla_          |
|    | |
|    | |
|    | |
| 25 | כמ אש בר בביתה ׃ ואנכ כרתי המכרתת לקרחה באסר                                                                              |
| 25 | _was(siebie) mąż(każdy) cysternę w_domu_jego \| i_ja wyciąłem/wykopałem te_wycięcia/rowy dla_Kerchoh przez_jeńc-          |
|    | |
|    | |
|    | |
| 26 | ?[ י ]?ישראל ׃ אנכ בנתי ערער ואנכ עשתי המסלת בארננ [ ׃]                                                                   |
| 26 | [-ów ]Izraela \| ja zbudowałem Aroer i_ja uczyniłem tę_publiczną_drogę w_Arnon [ \| ?]                                    |
|    | |
|    | |
|    | |
| 27 | אנכ בנתי בת במת כי הרס הא ׃ אנכ בנתי בֶּצֶר כי עינ                                                                           |
| 27 | ja zbudowałem Bet Bamot bo zrujnowano go \| ja zbudowałem Bezer bo kupą_gruzów                                            |
|    | |
|    | |
|    | |
| 28 | א]?ש דיבנ חמשנ כי כל דיבנ משמעת ׃ ואנכ מלכ – – –]                                                                         |
| 28 | [? męż-?]owie Dibonu uzbrojeni bo cały Dibon posłuszny_był \| i_ja królowa-                                               |
|    | |
|    | |
|    | |
| 29 | ת[י – – –]?מאת בקרנ אשר יספתי על הארצ ׃ ואנכ בנת                                                                          |
| 29 | -łe[m ? ] setką w_miastach które przyłączyłem do_ziemi(kraju) \| i_ja zbudowa-                                            |
|    | |
|    | |
|    | |
| 30 | י [את מה]?ד[ב]?א ובת דבלתנ ׃ ובת בעלמענ ואשא שמ את נקד                                                                    |
| 30 | -łem [tę Me]de[b]ę i_Bet Diblataim \| i_Bet Baal_Meon i_umieściłem tam tych hodowców_owiec?                               |
|    | |
|    | |
|    | |
| 31 | צאנ הארצ ׃ וחורננ ישב בה ב[נ ד/ת ד]?וד[ה ו]?אמר[– – – – – – –]                                                            |
| 31 | [ ? ] owce tej_ziemi(kraju) \| i_Horonaim mieszkał w_nim do[m]?/sy[n]? [Da]wid[a]?/[Da]du[y]? [i_?]powiedział             |
|    | |
|    | |
|    | |
| 32 | [– –]אמר לי כמש רד הלתחמ בחורננ ׃ וארד ו[– – – – – – – –]                                                                 |
| 32 | [ ? ] powiedział do_mnie Kemosz zejdź walczyć przeciw_Horonaim \| i_ja_zszedłem i_[ ? ]                                   |
|    | |
|    | |
|    | |
| 33 | [– –]ויש]?בה כמש בימי ועל[עד]? משמ עשר – – – – – – –]                                                                     |
| 33 | [ ? i_przy]wrócił_je Kemosz w_moich_dniach i_[ ? ] stamtąd dziesięć [ ? ]                                                 |
|    | |
|    | |
|    | |
| 34 | ?[שת שדק ׃ וא[נכ[– – – – – – – – – – – – – – – – – – – – – – –]                                                           |
| 34 | [ ? ] lat ? \| i_[ja?] |
|    | |

## Stela Meszy a Biblia
Bunt Meszy przeciwko supremacji izraelskiej został opisany także w Biblii w 2 Księdze Królewskiej.

### Znaczenie królestwa Izraela
Kamień Moabicki wskazuje na istotną rolę, jaką północne królestwo hebrajskie odgrywało w IX wieku przed Chrystusem.
Mesza przyznaje, że Izraelici przez czterdzieści lat panowali nad wieloma miastami w Moabie (po wschodniej stronie Jordanu), z kolei stela z Tel Dan (fragmenty odkryte w latach 1993 i 1994) wskazuje na walki izraelsko-aramejskie w okolicach miasta Dan (bitwa pod Abel?) na północy Izraela. Miasto Atarot wymienione przez Meszę jest oddalone o ok. 200 km od Dan oraz o ok. 100 km od Samarii, stolicy Izraela. Utrzymanie tak rozległego terytorium przez okres kilkudziesięciu lat byłoby niemożliwe bez licznej i dobrze wyszkolonej armii. Salmanasar III na steli z Kurh (BM 118884) twierdził, iż Achab z kraju Sir`ilaa (Isrilaa = Izrael?) wystawił przeciwko niemu 2000 rydwanów oraz 10000 żołnierzy.
Inskrypcja moabicka mówi także o 7000 Izraelitów zamieszkujących Nebo, których Mesza wymordował po zdobyciu miasta. Liczba ta obejmuje niewątpliwie mieszkańców okolicznych wiosek, którzy schronili się w twierdzy przed armią Moabu. Tym niemniej, jeżeli odległe miasto i otaczające je osiedla na pograniczu królestwa zamieszkiwało kilka tysięcy Hebrajczyków, to można przypuszczać, że okolice wielkich miast w głębi Izraela były znacznie bardziej zaludnione.

### Imiona
Wszystkie imiona z inskrypcji Meszy, z wyjątkiem Kemoszmeleka (ojca Meszy) oraz Asztar Kemosza (specyficzne określenie Kemosza różnie interpretowane) pojawiają się w Starym Testamencie.
Dawid = דודהWystępuje w linii 12 oraz, prawdopodobnie, 31, różnie tłumaczony. Biblijne imię Dawid (דָּוִד lub דויד) oznacza dosłownie umiłowany i pochodzi od słowa dode (דוד lub דד), które również oznacza umiłowany, bądź też wujek. Słowami pokrewnymi są doda (דודה), tj. ciotka oraz imię Dodo (דודו) o znaczeniu jego umiłowany. Stąd też sceptycy bardzo niechętnie odnoszą zwrot דודה ze Steli Meszy do biblijnego króla Dawida, gdyż do chwili obecnej toczą spór o historyczność tej postaci. Zamiast używać zwrotu ołtarz Dawida sceptyczni badacze często tłumaczą go jako ołtarz Dodo/Daduy (gdzie Dodo jest jakimś nieznanym bóstwem izraelskim), ołtarz jego umiłowanego (jako nawiązanie do JHWH, umiłowanego Izraelitów), bądź też ołtarz jego wujka.
Gad = גדWzmianka o biblijnym plemieniu Gad (גד) w linii 10 ma szczególne znaczenie. Po pierwsze, Mesza identyfikuje mężczyzn Gada jako stanowiących część Izraela. Po drugie, lokalizuje ich po wschodniej stronie Jordanu w okolicach Atarot zgodnie z opisem biblijnym (Liczb 32:34). Po trzecie, stwierdza, iż zamieszkiwali oni rejon Atarot od wieków. Innymi słowy, inskrypcja Meszy potwierdza plemienną strukturę narodu izraelskiego oraz fakt istnienia predynastycznego Izraela złożonego z kilku plemion na wiele wieków przed królem Omrim.
JHWH = יהוהWystępuje w linii 18, zaś kontekst zdania (linie 17-18) jednoznacznie wskazuje, że chodzi o Jahwe, Boga Izraela. Tym samym Stela Meszy jest najstarszą znaną inskrypcją wymieniającą imię Boga Hebrajczyków. W Starym Testamencie słowo to w identycznej postaci zostało użyte 6828 razy w 5521 wersetach.
Kemosz = כמשJedyne lub przewodnie bóstwo Moabitów, w księgach Starego Testamentu jako כְּמוֹשׁ (Liczb 21:29; Sędziów 11:24; 1 Królewska 11:7.33; 2 Królewska 23:13; Jeremiasza 48:13.46) oraz כמיש (Jeremiasza 48:7). Na steli pojawia się w liniach 3, 5, 9, 12, 13, 14, 17, 18, 19, 32, 33.
Mesza = משעHebrajski odpowiednik מֵישַׁע pojawia się w 2 Królewskiej 3:4. Na szczególną uwagę zasługuje nie tylko zgodność z przekazem biblijnym, który umiejscawia bunt Meszy tuż po śmierci Achaba, syna Omriego (2 Królewska 1:1), prawdopodobnie jeszcze za rządów Ochozjasza i następnie za czasów jego brata, Jorama. Także wzmianka w królewskiej inskrypcji o hodowcach owiec (linie 30 i 31) wskazuje na szczególną troskę, którą Mesza darzył pasterzy i potwierdza tym samym unikalne stwierdzenie biblijne opisujące obcego władcę: Mesza, król Moabu, był hodowcą trzód i dostarczał królowi izraelskiemu sto tysięcy owiec i wełnę ze stu tysięcy baranów. (2 Księga Królewska 3:4)
Omri = עָמְרִיStarotestamentowy zapis tego imienia jest identyczny i w odniesieniu do króla Izraela został użyty 12 razy w 1 Królewskiej 16:16-30 oraz pozostałe 3 razy w 2 Królewskiej 8:26, 2 Kronik 22:2 i Micheasza 6:16. Inskrypcja moabicka wspomina o nim w liniach 4-5 oraz 7 nazywając go królem Izraela, który panował za czasów ojca Meszy.

### Nazwy geograficzne
Większość miejsc i miejscowości wymienionych na steli (poza Kerchoh i Meharot) występuje także w księgach Starego Testamentu. Analiza tekstu pozwala zauważyć, iż w języku moabickim hebrajskim końcówkom liczby mnogiej rodzaju męskiego ימ- odpowiadała końcówka נ- (inaczej ן-). Ponadto użycie znaku ו (waw) było nierzadko opcjonalne w wyrazach, gdzie odpowiadał on głosce u lub o (cechę tę można zauważyć także w języku hebrajskim na podstawie różnych wariantów tych samych nazw).
Izrael = יִשְׂרָאֵלSposób zapisu słowa na steli jest identyczny z formą spotykaną w księgach Starego Testamentu. W inskrypcji Meszy wyraz ten został użyty 6-krotnie (linie 5, 7, 10-11, 14, 18, 26), zaś w hebrajskich rękopisach starotestamentowych występuje on 2505 razy.
Moab = מאבW języku hebrajskim zapisywane jako מואב. Na steli występuje 6-krotnie (linie 1, 2, 5, 6, 12, 20), zaś w Starym Testamencie 181 razy.
Pozostałe nazwy przedstawiono w tabeli.
Legenda tabeli:
- nazwa – polskie tłumaczenie miejsca lub miejscowości
- linia – numery linii inskrypcji, w których pojawia się dane słowo
- stela – sposób zapisu nazwy na steli (za pomocą współczesnych liter hebrajskich odpowiadających danym znakom paleohebrajskim)
- Biblia – sposób zapisu nazwy w hebrajskich rękopisach Starego Testamentu
- wersety – starotestamentowe wersety, w których występuje dana nazwa

Uwagi:
Różnice pomiędzy zapisem moabickim a hebrajskim (najczęściej brakujące litery lub człony) zaznaczono kolorem czerwonym, przy czym:
- znak • oznacza brak danej litery w odpowiedniku hebrajskim
- znak _ oznacza brak odstępu w odpowiedniku hebrajskim

| nazwa              | linia           | stela    | Biblia       | wersety |
| ------------------ | --------------- | -------- | ------------ | --- |
| Arnon              | 26              | ארננ     | ארנונ        | Liczb 21:13.14.24.26.28, 22:36; Powtórzonego Prawa 2:24.36, 3:8.12.16, 4:48; Jozuego 12:1.2, 13:9.16; Sędziów 11:13.18.22.26; 2 Królewska 10:33; Izajasza 16:2; Jeremiasza 48:20 |
| Aroer              | 26              | ערער     | ערער         | Liczb 32:34; Powtórzonego Prawa 2:36, 3:12, 4:48; 2 Królewska 10:33; 1 Kronik 5:8                                                                                                |
| Aroer              | 26              | ערער     | ערוער        | Jozuego 12:2, 13:9.16; Sędziów 11:33; Jeremiasza 48:19 |
| Aroer              | 26              | ערער     | ערעור        | Sędziów 11:26 |
| Atarot             | 10, 11          | עטרת     | עטרות        | Liczb 32:3 |
| Atarot             | 10, 11          | עטרת     | עטרת         | Liczb 32:34 |
| [Bet] Baal Meon    | 9, 30           | בעלמענ   | בעל_מעונ     | Liczb 32:38; 1 Kronik 5:8; Ezechiela 25:9 |
| [Bet] Baal Meon    | 9, 30           | בעלמענ   | בית_בעל_מעונ | Jozuego 13:17 |
| [Bet] Baal Meon    | 9, 30           | בעלמענ   | בית_•••_מעונ | Jeremiasza 48:23 |
| [Bet] Bamot [Baal] | 27              | בת_במת   | במות         | Liczb 21:19.20 |
| [Bet] Bamot [Baal] | 27              | בת_במת   | במות_בעל     | Liczb 22:41; Jozuego 13:17 |
| Bet Diblataim      | 30              | בת דבלתנ | עלמנ דבלתימה | Liczb 33:46.47 |
| Bet Diblataim      | 30              | בת דבלתנ | בית דבלתימ   | Jeremiasza 48:22 |
| Bezer              | 27              | בצר      | בֶּצֶר          | Powtórzonego Prawa 4:43; Jozuego 20:8, (21:36); 1 Kronik 6:63(78) |
| Dibon              | 1-2, 21, 28(x2) | דיבנ     | דיבנ         | Liczb 21:30, 32:3.34; Jozuego 13:17; Nehemiasza 11:25; Izajasza 15:2 |
| Dibon              | 1-2, 21, 28(x2) | דיבנ     | דיבנ_דג      | Liczb 33:45.46 |
| Dibon              | 1-2, 21, 28(x2) | דיבנ     | דיבונ        | Jozuego 13:9; Jeremiasza 48:18.22 |
| Horonaim           | 31, 32          | חורננ    | חורנימ       | Izajasza 15:5; Jeremiasza 48:5 |
| Horonaim           | 31, 32          | חורננ    | ח•רונימ      | Jeremiasza 48:3 |
| Horonaim           | 31, 32          | חורננ    | ח•רנימ       | Jeremiasza 48:34 |
| Jahaz              | 19, 20          | יהצ      | יהצה         | Liczb 21:23; Powtórzonego Prawa 2:32; Jozuego 13:18, (21:36); Sędziów 11:20; 1 Kronik 6:63(78); Jeremiasza 48:21                                                                 |
| Jahaz              | 19, 20          | יהצ      | יהצ          | Izajasza 15:4; Jeremiasza 48:34 |
| Keriot             | 13              | קרית     | קריות        | Jeremiasza 48:24.41; Amosa 2:2 |
| Kiriataim          | 10              | קריתנ    | קריתימ       | Genesis 14:5; Liczb 32:37; Jozuego 13:19; Jeremiasza 48:1.23 |
| Kiriataim          | 10              | קריתנ    | קריתמה       | Ezechiela 25:9 |
| Medeba             | 8, [30]         | מהדבא    | מידבא        | Liczb 21:30; Jozuego 13:9.16; 1 Kronik 19:7; Izajasza 15:2 |
| Nebo               | 14              | נבה      | נבו          | Liczb 32:3.38; 1 Kronik 5:8; Izajasza 15:2; Jeremiasza 48:1.22 |
| Szaron             | 13              | שרנ      | שרונ         | 1 Kronik 5:16 |